# Рузие Хасанова
Рузие Хасанова е български кинорежисьор.

## Биография
Родена е през 1980 г. в Казанлък. Учи в Математическа гимназия „Никола Обрешков“ в родния си град, където започва да пише и режисира първите си скечове за празненствата за завършване на учебната година. През 1998 г. се премества в Лондон, за да учи кино и телевизия в Лондонския колеж по полиграфия и графични изкуства. Дипломният ѝ филм Glashedy е отличен с награда.

## Филмография
Рузие Хасанова е режисьор на филмите:
- 2008 – „Портретът“ (късометражен)
- 2013 – „Дърво без корен“ (късометражен)
- 2017 – „Радиограмофон“